# Hacadur II
Hacadur II (ur. ?, zm. ?) – w roku 1688 37. ormiański Patriarcha Konstantynopola.